# Kuanza
Kuanza (także: Coanza, Kwanza, Quanza, Cuanza) – rzeka w Angoli o długości 965 km. Wypływa w środkowej części kraju z wyżyny Bije w okolicach miejscowości Mumbue na wys. 1450 m n.p.m. Uchodzi do Oceanu Atlantyckiego na południe od Luandy.
Od XVI do XIX wieku wzdłuż rzeki przebiegał największy na świecie szlak niewolników. Szacuje się, że z Angoli do Brazylii, Kuby i Dominikany wywieziono około 4 mln Afrykańczyków.